# Station Kohata
Station Kohata  (木幡駅,  Kohata-eki) is een spoorwegstation in de Japanse stad  Uji. Het wordt aangedaan door de Nara-lijn. Het station heeft twee sporen, gelegen aan twee zijperrons.

## Treindienst

### JR West
| 1 | ■ Nara-lijn | richting Kioto             |
| 2 | ■ Nara-lijn | richting Uji, Kizu en Nara |

## Geschiedenis
Het station werd in 1895 geopend. In 2001 en 2012 werd het station vernieuwd.

## Stationsomgeving
- Station Kowata aan de Uji-lijn
- Uji-grafheuvel
- Hoofdkantoor van Kyoto Animation
- Kohata-schrijn
- McDonald’s
- FamilyMart

Kioto · Tōfukuji · Inari · JR Fujinomori · Momoyama · Rokujizō · Kohata · Ōbaku · Uji · JR Ogura · Shinden · Jōyō · Nagaike · Yamashiro-Aodani · Yamashiro-Taga · Tamamizu · Tanakura · Kamikoma · Kizu (Narayama · Nara)